# Imikvimod
Imikvimód, med drugim pod zaščitenim imenom Aldara, je  zdravilo ki se zaradi imunomodulatornega učinka uporablja za zdravljenje genitalnih bradavic, majhnih površinskih bazalnoceličnih karcinomov in aktiničnih keratoz na obrazu ali lasišču. Njegov mehanizem delovanja ni povsem pojasnjen, kot imunomodulator pa se imikvimod vpleta v mnoge procese zaznavanja, preprečevanja rasti in uničevanja neoplastičnih celic. Poročila o uspešnosti popolne ozdravitve so različna, od 45 % do 100 %.
Uporablja se topično (lokalno na kožo na prizadeto področje), v obliki dermalne kreme, ki se nanaša nekajkrat tedensko. Odmerjanje in trajanje zdravljenja sta odvisna od indikacije in učinka. Na mestu nanosa se pogosto pojavljajo lokalni neželeni učinki, kot so rdečina, bolečina in srbenje, lahko se pa pojavijo tudi sistemski neželeni učinki, na primer vročina, gripi podobni simptomi in utrujenost.
Na trgu so že prisotna generična zdravila z imikvimodom..

## Klinična uporaba
Imikvimod je odobren za topično zdravljenje:
- zunanjih bradavic na spolovilu in v okolici zadnjične odprtine,[5]
- majhnih površinskih bazalnoceličnih karcinomov pri odraslih bolnikih.[5]
- klinično značilnih, nehiperkeratoznih, nehipertrofičnih, vidnih ali otipljivih aktiničnih keratoz na celotnem obrazu ali na neporaščenem lasišču.

### Genitalne bradavice
Imikvimod se v obliki kreme nanaša trikrat tedensko v obliki tankega sloja. Na koži mora ostati do 10 ur. Zdravljenje z imikvimodom traja, dokler ne izginejo vidne genitalne ali perianalne bradavice oziroma najdlje 16 tednov za vsako ponovitev bradavic.

### Bazalnocelični karcinom
Imikvimod se v obliki kreme nanaša petkrat tedensko v trajanju 6 mesecev. Nanaša se pred običajnim časom spanja in jo pustimo na koži za približno 8 ur. Odziv zdravljenega tumorja je potrebno oceniti 12 tednov po zaključku zdravljenja in če se zdravljeni tumor po tem obdobju ne kaže popolnega odziva, je treba uporabiti drugačno zdravljenje.

### Aktinične keratoze
Krema z imikvimodom se nanaša enkrat na dan pred spanjem na kožo prizadetega predela v dveh dva tedna trajajočih ciklusih zdravljenja, med katerima je praviloma dvotedensko obdobje premora brez zdravljenja. Med zdravljenjem lahko pride do prehodnega povečanja števila aktiničnih keratoz in zato odziva na zdravljenje ni mogoče ustrezno oceniti, dokler se lokalne kožne reakcije ne umirijo.

## Neželeni učinki
Imikvimod ob topičnem nanosu povzroča lokalne neželene učinke, ki se verjetno pojavijo zaradi z imikvimodom pospešenega imunskega odziva in so pravzaprav pokazatelj učinkovanja zdravila. Kažejo se kot rdečina, srbenje, bolečine in celo erozije ter drugi znaki na mestu nanosa. Pojavijo se lahko tudi sistemski neželeni učinki, kot so vročina, gripi podobni simptomi, glavobol, utrujenost ...

## Mehanizem delovanja
Imikvimod je imunomodulator, ki se  vmešava v mnoge procese zaznavanja, preprečevanja rasti in uničevanja neoplastičnih celic, vendar pa njegov mehanizem delovanja ni povsem pojasnjen. Protitumorsko delovanje dosega preko več sinergističnih učinkov na imunološki ravni. Stimulira prirojen imunski sistem preko aktivacije toličnih receptorjev 7, ki so sicer pomembni v prepoznavanju patogenov. Imunske celice, ki jih aktivirajo tolični receptorji 7, izločajo citokine, zlasti interferon α (IFN-α), interlevkin 6 (IL-6) in tumorje nekrotizirajoči dejavnik alfa (TNF-α)). Dokazano je tudi, da imikvimod po aplikaciji na kožo aktivira Langerhansove celice, ki zato migrirajo v lokalne bezgavke, kjer aktivirajo prirojen imunski sistem. Aktivirajo tudi druge imunske celice, in sicer naravne celice ubijalke, makrofage in limfocite B. Pripisujejo mu tudi neposreden antineoplastični učinek preko indukcije apoptoze v rakavih celicah.